# Покшивна (Опольське воєводство)
Покшивна (пол. Pokrzywna) — село в Польщі, у гміні Ґлухолази Ниського повіту Опольського воєводства.
Населення — 237 осіб (2011).

## Демографія
Демографічна структура станом на 31 березня 2011 року:
|          | Загалом | Допрацездатний вік | Працездатний вік | Постпрацездатний вік |
| -------- | ------- | ------------------ | ---------------- | -------------------- |
| Чоловіки | 108     | 16                 | 86               | 6                    |
| Жінки    | 129     | 27                 | 78               | 24                   |
| Разом    | 237     | 43                 | 164              | 30                   |